# Bali Sadar Selatan
Bali Sadar Selatan is een bestuurslaag in het regentschap Way Kanan van de provincie Lampung, Indonesië. Bali Sadar Selatan telt 1837 inwoners (volkstelling 2010).